# Hans Katzer
Hans Katzer, né le 31 janvier 1919 à Cologne et mort le 18 juillet 1996 à Cologne, est un homme politique allemand membre de l'Union chrétienne-démocrate d'Allemagne (CDU).

## Biographie
Il est élu député fédéral de Rhénanie-du-Nord-Westphalie au Bundestag lors des élections fédérales du 15 septembre 1957. Il prend la présidence de l'Association des employés chrétiens-démocrates (CDA) en 1963.
Le 26 octobre 1965, Hans Katzer est nommé ministre fédéral du Travail et de l'Ordre social dans le second cabinet de coalition du chrétien-démocrate Ludwig Erhard. Il est reconduit le 1er décembre 1966 dans le cabinet de grande coalition du chrétien-démocrate Kurt Georg Kiesinger.
Il est relevé de ses fonctions du fait d'un changement de majorité parlementaire le 21 octobre 1969 et abandonne la présidence de la CDA en 1977. Il siège au Bundestag jusqu'au 4 novembre 1980 puis se retire ensuite de la vie politique. Il est enterré au Melaten-Friedhof de Cologne.